# Drepanornis
Genre
Drepanornis est un genre d'oiseaux appartenant à la famille des Paradisaeidae.

## Liste des espèces
D'après la classification de référence (version 5.2, 2015) du Congrès ornithologique international (ordre phylogénique) :
- Drepanornis albertisi – Paradisier d'Albertis
- Drepanornis bruijnii – Paradisier à bec blanc